# Not So Much to Be Loved as to Love
Not So Much to Be Loved as to Love je studiové album amerického hudebníka Jonathana Richmana. Vydáno bylo 22. června roku 2004 společnostmi Vapor Records a Sanctuary Records. Autory fotografií na obalu alba jsou Marty Crosley a Rory Earnshaw. Autorem jeho designu je Miles Montalbano.

## Seznam skladeb
Autorem všech skladeb je Jonathan Richman.
| Pořadí | Název                                                   | Délka |
| ------ | ------------------------------------------------------- | ----- |
| 1.     | Not So Much to Be Loved as to Love                      | 2:53  |
| 2.     | Sunday Afternoon                                        | 1:18  |
| 3.     | Vincent Van Gogh                                        | 3:05  |
| 4.     | Cosi Veloce                                             | 3:31  |
| 5.     | He Gave Us the Wine to Taste                            | 2:41  |
| 6.     | Salvador Dali                                           | 2:22  |
| 7.     | My Baby Love Love Loves Me                              | 3:11  |
| 8.     | In che mondo viviamo                                    | 2:26  |
| 9.     | Behold the Lilies of the Field                          | 3:07  |
| 10.    | Les etoiles                                             | 2:14  |
| 11.    | The World Is Showing Its Hand                           | 2:24  |
| 12.    | Abu Jamal                                               | 2:18  |
| 13.    | On a du soleil                                          | 2:13  |
| 14.    | The Sea Was Calling Me Home                             | 2:06  |
| 15.    | Not So Much to Be Loved as to Love (alternativní verze) | 2:46  |

## Obsazení
- Jonathan Richman – zpěv, kytara
- Tommy Larkins – bicí
- Ralph Carney – žestě, dřevěné nástroje, perkuse, doprovodné vokály
- Greg Keranen – basa
- Miles Montalbano – basa
- Alison Faith-Levy – doprovodné vokály
- Chuck Prophet – doprovodné vokály
- Dave Sorrenson – doprovodné vokály
- Jenny Rae Richman – doprovodné vokály
- Liz Zoria – doprovodné vokály
- Nicole Montalbano – doprovodné vokály
- Roger Montalbano – doprovodné vokály
- Stephanie Finch – doprovodné vokály
- Susan Hertzfeld – doprovodné vokály